# Aulacophora nigripalpis
Aulacophora nigripalpis là một loài bọ cánh cứng trong họ Chrysomelidae. Loài này được Chen & Kung miêu tả khoa học năm 1959.